# Indes galantes
Pour l’article homonyme, voir Les Indes galantes.
Pour plus de détails, voir Fiche technique et Distribution.
Indes galantes est un film documentaire français réalisé par Philippe Béziat, sorti en 2020.

## Synopsis
Philippe Béziat filme du point de vue des danseurs urbains, depuis les séances de casting jusqu'aux premières représentations à l'opéra Bastille, la préparation du spectacle Les Indes galantes. Il s'agit d'une « lecture décoloniale » de l'opéra de Jean-Philippe Rameau, mise en scène par Clément Cogitore et chorégraphiée par Bintou Dembélé.

## Fiche technique
- Titre français : Indes galantes
- Réalisation : Philippe Béziat
- Production : Philippe Martin, David Thion
- Société de production : Les Films Pelléas
- SOFICA : Cinéaxe 2019, Cofinova 16, Palatine Etoile 17
- Société de distribution : Pyramide Films
- Pays d'origine :  France
- Langue originale : français
- Genre : documentaire, opéra
- Musique : Jean-Philippe Rameau, Thomas Dappelo
- Durée : 108 minutes
- Dates de sortie :
  - France : 18 octobre 2020 (Festival international du film indépendant de Bordeaux)[3] ; 23 juin 2021 (sortie nationale)

## Distribution
Dans leur propre rôle
- Clément Cogitore - metteur en scène
- Bintou Dembélé - chorégraphe
- Leonardo García Alarcón - chef d'orchestre, directeur musical
- Jack Lang (apparition lors de la première du spectacle)

## Réception
Le documentaire est décrit dans Le Monde comme « un précieux document pour saisir la portée politique du projet (...) [qui] capte le rêve d’un autre monde à l’opéra ».

## Distinction

### Nomination
- César 2022 : Meilleur film documentaire